# Michael S. Hart
Michael Stern Hart, ameriški pisatelj, * 8. marec 1947, Tacoma, Washington, Združene države Amerike, † 6. september 2011, Urbana, Illinois, Združene države Amerike.
Poznan je predvsem kot pionir elektronske knjige in ustanovitelj projekta Gutenberg, ki omogoča, da so elektronske knjige prosto dostopne preko interneta. Mnoge začetne izdaje knjig je pretipkal Hart osebno.

## Zgodnja leta
Hartov oče je bil računovodja in njegova mama, poslovna menedžerka v prodajalni. Leta 1958 se je njegova družina preselila v Urbano, Illinois in njegov oče in mati sta postala profesorja na univerzi za študije Williama Shakespeara in matematike. Hart se je šolal na univerzi v Illinoisu, kjer je diplomiral v samo dveh letih. Deloma je deloval tudi kot poulični glasbenik.

## Projekt Gutenberg
Za časa študija, je računalniški center na univerzi v Illinoisu dodelil Hartu uporabniški račun na svojem računalniškem sistemu. Najboljši prijatelj Hartovega brata je bil sistemski  administrator. Čeprav so bili računalniki tam namenjeni za obdelavo podatkov je Hart vedel, da so računalniki povezani v mrežo (ki je kasneje postala del interneta) in je uporabil svoj čas za vnašanje in posredovanje informacij. Po tem, ko je bil ustvarjen njegov uporabniški račun dne 4. julija 1971, je Hart razmišljal kako ga naj uspešno uporabi. Zvečer istega dne, ko se je vračal domov po ogledu ognjemeta je v trgovini z živili kupil knjigo o Ameriški deklaraciji o neodvisnosti, katero je pretipkal v računalnik, vendar je ugotovil, da je ne more posredovati ljudem preko elektronske pošte. Da bi se težavi izognil, je prevod dodal na stran, ki je omogočala prenos datoteke na oddaljeni računalnik.
To je bil začetek projekta Gutenberg. Hart je nadaljeval s prevodi knjig, kot so Biblija in z deli Homerja, Williama Shakespeara in Marka Twaina. Do leta 1987 je pretipkal skupno 313 knjig, kasneje pa je s pomočjo Marka Zinzowa programerja na Illinoiški univerzi pridobival prostovoljce in postavil infrastrukturo z zrcalnimi strežniki in dopisno listo za projekt. S tako pomočjo se je projekt začel hitreje širiti.
Misija projekta Gutenberg je imela sledeče cilje:
- Promoviranje kreiranja elektronskih knjig
- Pomoč pri preprekah glede opismenjevanja
- Širitev elektronskih knjig med čim večjo populacijo

Njegov pogled na projekt je bil ustvarjanje elektronskih knjig brez omejitev, v odprtem formatu, z dostopom brez neprostega programja, z ničimer drugim kot samo z dostopom do interneta in možnostjo za prenos datotek.

## Ostale aktivnosti
Hart je bil avtor in njegova dela so objavljena brezplačno na straneh projekta Gutenberg. Bil je tudi član projekta RepRap, kateri se zavzema za izgradnjo naprave za lastno podvajanje.

## Osebno življenje
Preživljal se je z različnimi priložnostnimi deli in brezplačno predaval na Illinoiškem Benediktinskem kolidžu, da je lahko pridobival donacije za svoj projekt. Rekel je: »Vem, da se bo to zdelo čudno večini ljudem, vendar nikoli nisem bil obremenjen s sistemom denarja. Nikoli ga nisem trošil, tudi kadar sem ga imel. Vse je stvar lastne percepcije.«
Hart je posedoval veliko stvari in imel veliko prijateljev, ampak zelo malo življenjskih stroškov. Sam je sestavil veliko računalnikov, predvajalnikov in ostale opreme iz odsluženih komponent in je mnogokrat žrtvoval osebni luksuz v imenu opismenjevanja in v javno dobro.
Človek, ki je večino življenja posvetil digitalizaciji literature, je živel dobesedno med kopijami knjig, ki so bile zložene na kup do višine oči v njegovi hiši v Urbani. Živel je življenje na robu revščine in se prehranjeval večinoma s konzervami s fižolom. Večino denarja je zaslužil kot nadomestni profesor in z donacijami projekta Gutenberg.

## Smrt
Hart je umrl 6. septembra 2011 zaradi srčnega infarkta na svojem domu v Urbani, Illinoisu. Star je bil 64 let.